# Helmond
Helmond (pronúnciaⓘ) é uma cidade e município na província de Brabante do Norte. O município e a cidade possuem 86 061 habitantes (1 de janeiro de 2007) e têm uma área de 54,57 km² (dos quais 0,10 km² de água). O município de Helmond é parte da Região Colaborativa de Eindhoven (Samenwerkingsverband Regio Eindhoven - SRE) e da rede urbana BrabantStad juntamente com outras quatro maiores cidades da província: Breda, Eindhoven, 's-Hertogenbosch e Tilburg. Por Helmond passam o canal Zuid-Willemsvaart e o rio Aa.
A tradição da cidade de Helmond está ligada às industrias têxteis e de metalurgia. 
O município de Helmond está dividido em quatro centros: a cidade de Helmond, as ex-vilas de Stiphout, Mierlo-Hout e Brouwhuis, incorporadas ao município em 1968.

## Etimologia
O nome 'Helmond' é algumas vezes interpretado como sendo a junção de duas palavras: hel, significando uma depressão geográfica, e mond (boca), no sentido de algo muito amplo, não tendo nenhuma ligação com a palavra helm (elmo).
Apesar da figura de um elmo já aparecer no brasão de armas do povoado desde 1241, ele simbolizaria a cidade medieval fortificada. Os ramos de carvalho simbolizariam a 'liberdade' e o pássaro é uma ornamentação medieval e não tem um significado especial.

## História

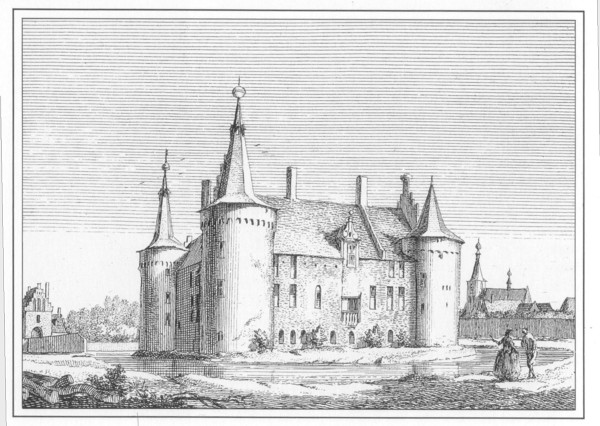
Gravura do séc. XVII do castelo de Helmond.

Helmond teria surgido de um povoado iniciado por volta do ano 1000, e seu nome foi pela primeira vez registrado em 1179 na bula pontifícia de Alexandre III. A cidade foi fundada em 1225 pelo duque Henrique I de Brabante. Helmond adquiriu os privilégios de cidade em 1232. Em 1602 foi conquistada por Maurício, príncipe de Orange e após a Paz de Vestfália passou a fazer parte da República das Províncias Unidas.
Em 1823, o rei Guilherme I tomou a iniciativa da construção do canal Zuid-Willemsvaart. Esta obra foi pela primeira vez utilizada em 1829, dando grande impulso à industrialização da cidade. Entre 1870 e 1930, Helmond tornou-se um importante centro têxtil e metalúrgico.
Nas décadas de sessenta e setenta, as indústrias têxteis e metalúrgicas atravessaram um período de estagnação e a economia da cidade só voltou a crescer a partir de 1976 com a renovação e modernização de seu parque industrial, tornando-se atualmente um dos maiores pólos industriais dos Países Baixos.
A mais importante arquitetura do passado de Helmond é, sem dúvida, o seu castelo, construído por Jan III van Berlaer por volta de 1350 e restaurado em 1923. Atualmente abriga o museu municipal (Gemeentemuseum), que exibe uma coleção de pinturas com base no tema "Pessoas e Trabalho". Os visitantes também podem ver uma apresentação da história da cidade e da área circundante, com exposição de achados arqueológicos da região de Peel. Nas semanas anteriores ao Dia de São Nicolau, o castelo se transforma no "Castelo de São Nicolau" (Het Kastel van Sinterklaas), um evento voltado para crianças.

## Cultura

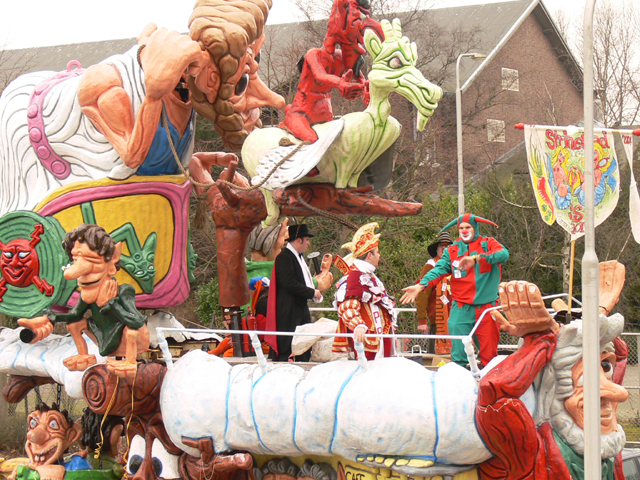
Desfile de Carnaval em Brabante do Norte.

Helmond tem uma vida cultural muito diversificada. O teatro ’t Speelhuis, a nova Scalazaal e o Annatheater oferecem uma programação muito variada, que dá aos jovens talentos a oportunidade de mostrarem suas habilidades. Há também o museu municipal 'Gemeentemuseum' no reformado castelo medieval e o Boscotondo hall, com suas exclusivas coleções de arte sobre o tema “Pessoas e Trabalho”, além de vários interessantes museus, galerias de arte e estúdios.
Helmond conta também com um grande cinema, bem com pequenas casas que exibem filmes artísticos. O Stichting Kunstkwartier, que é o centro educacional para a arte, ganhou recentemente novas instalações.
Os principais eventos anuais são: o Artimond, um festival artístico nos arredores do castelo com vários dias de duração, e o Jazz in Catstown, um animado festival de jazz, organizado anualmente em agosto. O desfile de carnaval em Helmond é famoso em todo o país.
Os amantes de música também têm amplas possibilidades de escolha em Helmond. Concertos em um pequeno espaço, mas de excelente qualidade são realizados regularmente no Instituto Theo Driessen. Aos fins-de-semana, no verão, o parque Warande recebe visitantes para uma série de concertos. Diversos grupos musicais locais e regionais apresentam-se no pavilhão Carat, no lago Warande. Durante as férias de verão, concertos para toda a família são realizados todas as sextas-feiras à noite no parque do castelo.

## Esportes e Lazer
Helmond possui um time profissional de futebol, o Helmond Sport. Fundado em  27 de julho de 1967, ele  disputa atualmente a segunda divisão (Eerste Divisie) do futebol neerlandês.
Em Helmond existem inúmeras oportunidades de lazer e recreação. Pode-se visitar cada parte da cidade de bicicleta, utilizando a rota Rondje Helmond.